# Свободное использование произведений
Свободное использование произведений (не путать с использованием свободных произведений) — использование произведений (например, их издание), находящихся под действием исключительных авторских или смежных прав, без разрешения на то автора и без выплаты авторского вознаграждения, но с соблюдением права авторства, прав на имя и на защиту репутации автора. Для свободного использования произведений характерно также то, что оно возможно, как правило, только в отношении правомерно обнародованных (или опубликованных) произведений. Кроме того, оно не ограничивает личные неимущественные права, напротив, почти во всех случаях свободного использования закон требует указывать имя автора произведения и источник заимствования. Круг случаев свободного использования произведений, содержащийся в соответствующих статьях Гражданского кодекса, не подлежит расширительному толкованию.
Признаками свободного использования в российском праве являются:
- использование охраняемых произведений без согласия правообладателя;
- без заключения с ним договора;
- без выплаты вознаграждения[3].

Свободное использование возможно только в крайне ограниченных рамках. ГК РФ четко определяет случаи бездоговорного и бесплатного использования объектов авторского права, он предусматривает ряд ситуаций и условий, при которых можно «без разрешения» пользоваться авторскими произведениями, не нарушая при этом права правообладателя, и, следовательно, не нести юридической ответственности.

## Правовое регулирование свободного использования
С 1 января 2008 года свободное использование произведения регулируется частью 4 «Гражданского кодекса РФ». В ней свободное использование или, как сказано в законе, «использование объектов смежных прав без согласия правообладателя и без выплаты вознаграждения», регулируется статьёй 1306. Она предусматривает следующие случаи такого использования:
- свободного воспроизведения произведения в личных целях (ст. 1273 ГК);
- свободного использования произведения в информационных, научных, учебных или культурных целях (ст. 1274 ГК);
- свободного публичного исполнения музыкального произведения (ст. 1277 ГК);
- свободного воспроизведения произведения для целей правоприменения (ст. 1278 ГК);
- свободной записи произведения организацией эфирного вещания в целях краткосрочного пользования (ст. 1279 ГК).

Возможно также свободное использование объектов смежных прав в случаях, предусмотренных самой главой 71 ГК. Например, статья 1325 устанавливает, что, если оригинал или экземпляры правомерно опубликованной фонограммы введены в гражданский оборот на территории Российской Федерации путём их продажи или иного отчуждения, дальнейшее распространение оригинала или экземпляров допускается без согласия обладателя исключительного права на фонограмму и без выплаты ему вознаграждения; и п. 2 ст. 1343 устанавливает, что если исключительное право публикатора на произведение не перешло к приобретателю оригинала произведения, приобретатель вправе без согласия обладателя исключительного права публикатора использовать оригинал произведения способами, указанными в абзаце втором пункта 1 статьи 1291 Гражданского кодекса.
Иные случаи свободного использования объектов смежных прав Кодексом не допускаются.

## Основания свободного использования произведений

### Свободное воспроизведение произведения в личных целях
Для решения вопроса о возможности свободного использования произведения в Кодексе установлены существенные условия, которые должны быть выполнены:
- произведение должно быть обнародованным;
- использование произведения должно осуществляться в личных целях;
- использование произведения может осуществляться только физическим лицом[4].

Необходимо отметить, что в отличие от ЗоАП в Гражданском кодексе прямо предусмотрено, что использовать в личных целях может только гражданин (физическое лицо). Следовательно, юридические лица такое использование осуществлять не могут.
Воспроизведение, согласно ст. 1270 ГК РФ, предполагает изготовление одного или более экземпляра произведения, следовательно, без специально установленных законом ограничений возможного количества экземпляров, воспроизводимых в личных целях, гражданин вправе изготовить как один экземпляр произведения, так и более.
Свободное воспроизведение в личных целях содержит ряд прямых запретов в законе, а именно:
1. воспроизведения произведений архитектуры в форме зданий и аналогичных сооружений;
2. воспроизведения баз данных или их существенных частей;
3. воспроизведения программ для ЭВМ, кроме случаев, предусмотренных статьей 1280 ГК РФ;
4. репродуцирования (пункт 2 статьи 1275 ГК РФ) книг (полностью) и нотных текстов;
5. видеозаписи аудиовизуального произведения при его публичном исполнении в месте, открытом для свободного посещения, или в месте, где присутствует значительное число лиц, не принадлежащих к обычному кругу семьи;
6. воспроизведения аудиовизуального произведения с помощью профессионального оборудования, не предназначенного для использования в домашних условиях.

### Свободное использование произведения в информационных, научных, учебных или культурных целях
Авторским правом (ст. 1274 ГК) установлены случаи, когда допускается свободное использование произведений, то есть без согласия автора или иного правообладателя и без выплаты ему вознаграждения, но с обязательным указанием имени автора.
К таким случаям относятся использование произведения в информационных, научных, учебных или культурных целях.
Объём использования определяется целью такого использования.
К формам использования произведения в информационных, научных, учебных или культурных целях относятся:
- цитирование в оригинале и переводе в научных, полемических, критических или информационных целях, включая воспроизведение отрывков из газетных и журнальных статей в форме обзоров печати;
- использование произведения и отрывков из него в качестве иллюстраций в изданиях, радио- и телепередачах, звуко- и видеозаписях учебного характера;
- воспроизведение в прессе, сообщение в эфире или по кабелю статей по экономическим, политическим, социальным и религиозным темам;
- воспроизведение в прессе, сообщение в эфире или по кабелю публично произнесенных политических речей, обращений, докладов или иных аналогичных произведений (за авторами таких произведений сохраняется право на их опубликование в сборниках);
- воспроизведение или сообщение для всеобщего сведения в обзорах текущих событий средствами фотографии, кинематографии, путём сообщения в эфире или по кабелю произведений, которые становятся увиденными или услышанными в ходе таких событий;
- публичное исполнение правомерно обнародованных произведений путём их представления в живом исполнении, осуществляемое без цели извлечения прибыли в образовательных организациях, медицинских организациях, учреждениях социального обслуживания... работниками (сотрудниками) данных организаций и учреждений и лицами, соответственно обслуживаемыми данными организациями и учреждениями;
- воспроизведение без извлечения прибыли рельефно-точечным шрифтом или другими специальными способами для слепых. Исключение составляют случаи, когда такие произведения специально созданы подобными способами.

Библиотекам дано право предоставлять во временное безвозмездное пользование экземпляры произведений. Для предоставления во временное пользование согласия автора или иного правообладателя, а также выплаты вознаграждения не требуется.
Создание произведения в жанре литературной, музыкальной или иной пародии либо в жанре карикатуры на основе другого (оригинального) правомерно обнародованного произведения и использование этой пародии либо карикатуры допускаются без согласия автора или иного обладателя исключительного права на оригинальное произведение и без выплаты ему вознаграждения.

### Свободное публичное исполнение музыкального произведения
В соответствии с ГК, ч. 4, ст. 1277 без согласия автора и без выплаты вознаграждения такое публичное исполнение музыкального произведения возможно в исчерпывающем количестве случаев:

а) во время официальной церемонии;

б) во время религиозной церемонии;

в) во время похорон.

Но при этом объём исполнения ограничен. Ограничен, или их объём должен быть оправдан характером вышеупомянутых церемоний.

Оправданность объёма (в т.ч. и, например, цитирование), по всей видимости, является некой оценочной категорией, которая говорит, что полностью именно в перечисленных выше случаях играть не стоит или же придётся доказывать оправданность в случае претензий.

Ещё один аспект: если в песне есть слова, то их использовать, видимо, не рекомендуется, т.к. об этом не было ничего сказано в законе.

Ещё один момент: вероятно, если автор, однако, против, то использовать во время религиозной церемонии также может быть нельзя, т.к. может затрагивать ст. 28 Конституции, а, по факту, нарушаются моральные убеждения.

### Свободное воспроизведение произведения для целей правоприменения
Допускается без согласия автора или иного правообладателя и без выплаты вознаграждения воспроизведение произведения для осуществления производства по делу об административном правонарушении, для производства дознания, предварительного следствия или осуществления судопроизводства в объёме, оправданном этой целью.
Под правоприменением необходимо понимать не только судопроизводство, но и административное судопроизводство, дознание и предварительное следствие. Для целей правоприменения произведение может быть воспроизведено, показано, исполнено, переведено на другой язык и т. д. Из общего смысла этой нормы следует, что она может относиться как к обнародованным, так и к необнародованным произведениям.

## Статьи и книги
- Свободное использование объектов авторского права // «Предприниматель без образования юридического лица. ПБОЮЛ», 2008, N 7
- Ананьева Е. В. Свободное использование произведений // «Современное право», N 3, 2000